# Berrigan Shire
Koordinaten: 35° 38′ S, 145° 48′ O

Das Berrigan Shire ist ein lokales Verwaltungsgebiet (LGA) im australischen Bundesstaat New South Wales. Das Gebiet ist 2.065,8 km² groß und hat etwa 8.700 Einwohner.
Berrigan liegt an der Südgrenze des Staates zu Victoria am Murray River circa 470 km westlich der australischen Hauptstadt Canberra und 310 km nördlich von Melbourne. Das Gebiet umfasst 10 Ortsteile und Ortschaften: Barooga, Boomanoomana, Lalalty, Tocumwal und Teile von Berrigan, Finley, Mulwala, Oaklands, Pine Lodge und Savernake. Der Sitz des Shire Councils befindet sich in der Ortschaft Berrigan im Nordosten der LGA, wo etwa 1.250 Einwohner leben.

## Verwaltung
Der Berrigan Shire Council hat acht Mitglieder, die von den Bewohnern der LGA gewählt werden. Barrigan ist nicht in Bezirke untergliedert. Aus dem Kreis der Councillor rekrutiert sich auch der Mayor (Bürgermeister) des Councils.